# Wahlkreis Konz/Saarburg
Der Wahlkreis Konz/Saarburg (Wahlkreis 26) ist ein Landtagswahlkreis in Rheinland-Pfalz. Er umfasst die dem Landkreis Trier-Saarburg angehörigen Verbandsgemeinden Hermeskeil, Kell am See, Konz und Saarburg.

## Wahl 2021
Für die Landtagswahl 2021 treten folgende Kandidaten an:
| Direktkandidaten    | Partei           | Wahlkreisstimmen in % | Landesstimmen in % |
| ------------------- | ---------------- | --------------------- | ------------------ |
| Lothar Rommelfanger | SPD              | 36,8                  | 40,6               |
| Sascha Kohlmann     | CDU              | 30,2                  | 27,8               |
| –                   | AfD              | –                     | 06,0               |
| Gerd Benzmüller     | FDP              | 10,6                  | 05,0               |
| Safak Karacam       | Grüne            | 08,4                  | 07,6               |
| Kathrin Meß         | Die Linke        | 03,8                  | 02,6               |
| Detlef Müller-Geiß  | Freie Wähler     | 10,2                  | 05,7               |
| –                   | Piraten          | –                     | 00,5               |
| –                   | ÖDP              | –                     | 00,6               |
| –                   | Klimaliste       | –                     | 00,3               |
| –                   | Die PARTEI       | –                     | 00,9               |
| –                   | Tierschutzpartei | –                     | 01,7               |
| –                   | Volt             | –                     | 00,7               |

## Wahl 2016
Die Ergebnisse der Wahl zum 17. Landtag Rheinland-Pfalz vom 13. März 2016:
| Direktkandidaten                  | Partei       | Wahlkreisstimmen | Landesstimmen |
| --------------------------------- | ------------ | ---------------- | ------------- |
| Lothar Rommelfanger               | SPD          | 36,3 %           | 40,1 %        |
| Bernhard Henter                   | CDU          | 34,6 %           | 33,2 %        |
| Stephanie Nabinger                | GRÜNE        | 6,8 %            | 4,6 %         |
| Claus Piedmont                    | FDP          | 5,4 %            | 4,8 %         |
| Georg Bauer                       | DIE LINKE    | 3,3 %            | 2,8 %         |
| Detlef Müller-Greis               | Freie Wähler | 5,4 %            | 2,6 %         |
| Jens Ahnemüller                   | AfD          | 8,2 %            | 9,6 %         |
| –                                 | Sonstige     | –                | 2,3 %         |
| Wahlberechtigte: 58.968 Einwohner |              |                  |               |
| Wahlbeteiligung: 72,1 %           |              |                  |               |

## Wahl 2011
Die Ergebnisse der Wahl zum 16. Landtag Rheinland-Pfalz vom 27. März 2011:
| Direktkandidaten                  | Partei    | Wahlkreisstimmen | Landesstimmen |
| --------------------------------- | --------- | ---------------- | ------------- |
| Alfons Maximini                   | SPD       | 36,7 %           | 35,1 %        |
| Bernhard Henter                   | CDU       | 38,1 %           | 36,4 %        |
| Tobias Beck                       | FDP       | 4,0 %            | 3,2 %         |
| Stephanie Nabinger                | GRÜNE     | 15,4 %           | 15,9 %        |
| Klaus-Peter Breuer                | DIE LINKE | 3,9 %            | 3,6 %         |
| Ottmar Muno                       | PIRATEN   | 1,9 %            | 2,0 %         |
| –                                 | Sonstige  | –                | 3,9 %         |
| Wahlberechtigte: 59.373 Einwohner |           |                  |               |
| Wahlbeteiligung: 63,9 %           |           |                  |               |

- Direkt gewählt wurde Bernhard Henter (CDU)[4]
- Stephanie Nabinger (GRÜNE) wurde über die Landesliste (Listenplatz 13) in den Landtag gewählt.[6]

## Wahl 2006
Die Ergebnisse der Wahl zum 15. Landtag Rheinland-Pfalz vom 26. März 2006:
| Direktkandidaten                  | Partei   | Wahlkreisstimmen | Landesstimmen |
| --------------------------------- | -------- | ---------------- | ------------- |
| Alfons Maximini                   | SPD      | 43,0 %           | 48,2 %        |
| Bernhard Henter                   | CDU      | 42,0 %           | 34,7 %        |
| Ferdinand Klauck                  | FDP      | 5,8 %            | 6,0 %         |
| Paul Port                         | GRÜNE    | 6,6 %            | 4,0 %         |
| Monika Mees                       | WASG     | 2,6 %            | 2,2 %         |
| –                                 | Sonstige | –                | 4,7 %         |
| Wahlberechtigte: 59.101 Einwohner |          |                  |               |
| Wahlbeteiligung: 59,5 %           |          |                  |               |

- Direkt gewählt wurde Alfons Maximini (SPD)[7]
- Bernhard Henter (CDU) wurde über die Landesliste (Listenplatz 30) in den Landtag gewählt.[9]

## Wahlkreissieger
| Wahl | Name                | Partei | Stimmenanteil |
| ---- | ------------------- | ------ | ------------- |
| 1991 | Jürgen Debus        | SPD    | 47,4 %        |
| 1996 | Dieter Schmitt      | CDU    | 45,5 %        |
| 2001 | Dieter Schmitt      | CDU    | 47,3 %        |
| 2006 | Alfons Maximini     | SPD    | 43,0 %        |
| 2011 | Bernhard Henter     | CDU    | 38,1 %        |
| 2016 | Lothar Rommelfanger | SPD    | 36,3 %        |
| 2021 | Lothar Rommelfanger | SPD    | 36,8 %        |